# 예산 송림사 부도
예산 송림사 부도(禮山 松林寺 浮屠)는 대한민국 충청남도 예산군 송림사에 있는 고려시대 승탑이다. 2006년 10월 30일 충청남도의 유형문화재 제180호로 지정되었다.

## 참고 자료
- 예산 송림사부도 - 국가유산청 국가유산포털